# Helvetisches Direktorium

David Ludwig Bay

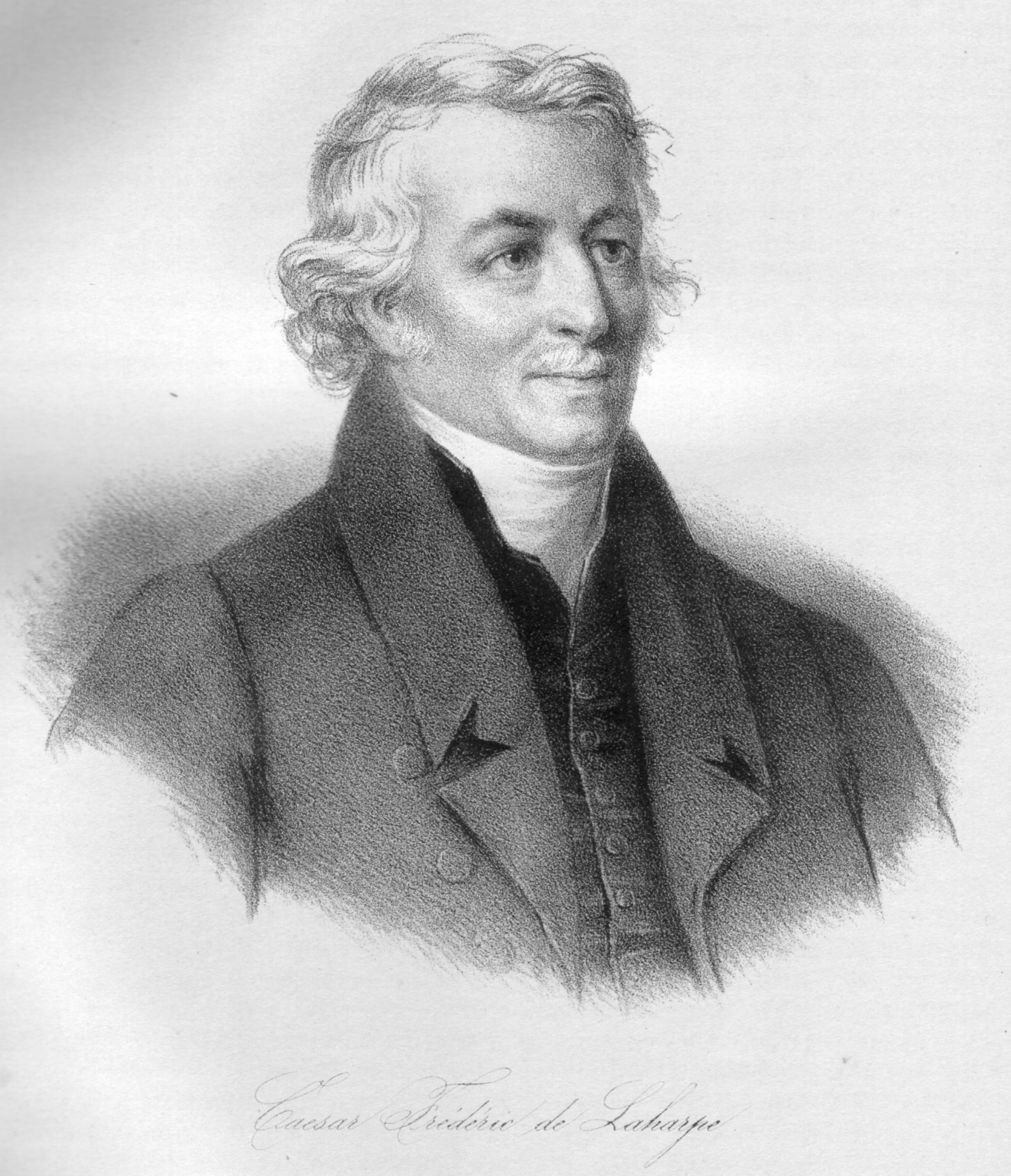
Frédéric-César de la Harpe

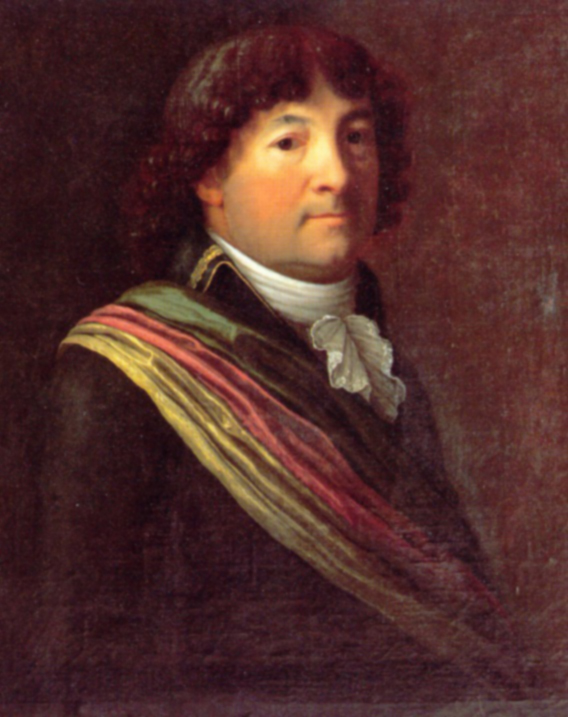
Peter Ochs in der Amtstracht eines Direktors

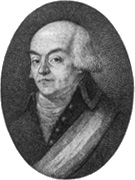
Johann Rudolf Dolder

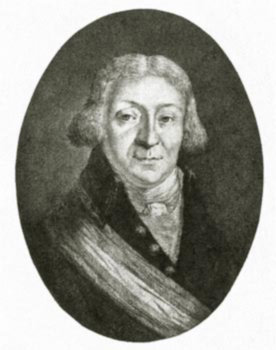
Pierre-Maurice Glayre

Das helvetische Direktorium war von 1798 bis 1803 die Exekutive in der Helvetischen Republik. Es entsprach dem damals im die Schweiz als Tochterrepublik beherrschenden  Frankreich aufgekommenen direktorialen Regierungssystem.

## Entstehung
Über die neue Verfassung der Schweiz entbrannte zwischen Januar und März 1798 ein komplizierter Streit. Neben der in Paris abgesegneten Einheitsverfassung kursierten weitere Verfassungsentwürfe in den Kantonen, die – je nachdem – mehr oder weniger Autonomie für die Kantone vorsahen. Das Direktorium befahl deshalb am 27. Januar General Brune, die Eidgenossenschaft aufzuteilen, um primär die Verbindung zwischen Frankreich und Norditalien über die Pässe Simplon und Grosser St. Bernhard zu sichern. Brune gründete daraufhin am 16. März die Rhodanische Republik, bestehend aus der Waadt, Freiburg, dem Berner Seeland, dem Berner Oberland, dem Wallis und dem Tessin; Hauptstadt sollte Lausanne sein.
Den Rest der Eidgenossenschaft sollten zwei Staaten bilden: Die Helvetische Republik aus zwölf Kantonen mit der Hauptstadt Aarau und der Tellgau, bestehend aus der Innerschweiz und Graubünden. Auf die Intervention von Laharpe in Paris entschied sich das Direktorium schliesslich doch noch gegen den Teilungsplan, weshalb Brune am 22. März die Aufteilung widerrief. Das erste helvetische Direktorium – die Regierung – bestand aus Johann Lukas Legrand, Pierre-Maurice Glayre, Urs Viktor Oberlin, David Ludwig Bay und Alphons Pfyffer. Durch geschickte Taktik bei den Wahlen konnten die gemässigten Republikaner alle Sitze für sich gewinnen; die Patrioten Ochs und Laharpe wurden nicht gewählt. Die Position des Direktoriums wurde dadurch von Beginn weg geschwächt, da die Patrioten das Direktorium nicht stützten und ihre guten Kontakte bei den Franzosen dazu verwandten, die Politik der Republikaner zu untergraben.
Schon bei der Konstituierung der Helvetischen Republik war die Uneinigkeit der Kantone durch die Abwesenheit der Kantone aus der Innerschweiz und der Ostschweiz offensichtlich geworden. Die Landsgemeindekantone wollten ihre Souveränität nicht opfern, die zahlreichen kleinen erst während der Helvetischen Revolution in die Freiheit entlassenen Ostschweizer Kantone und Republiken hielten an der gerade gewonnenen Freiheit fest und die alten Republiken Wallis und Drei Bünde sahen sich gar nicht mehr als Teil der Eidgenossenschaft. Besonders in den katholischen Gebieten lehnte die Bevölkerung unter dem Einfluss der Geistlichkeit die Helvetische Verfassung als «Höllenbüchlein» ab – wegen der Religionsfreiheit, die als Angriff auf die Kirche verstanden wurde. Die Patrizierfamilien fürchteten, ihren politischen Einfluss zu verlieren, aber auch ihre Einkünfte, die sich vornehmlich aus den Pensionen des Söldnerwesens und den Einkünften aus den Untertanengebieten speisten.
Auf die friedlichen Bemühungen der französischen Gesandten und der Vertreter der Helvetischen Republik hin schlossen sich einzig Obwalden und – nach einem zwölftägigen Ultimatum vom 11. April 1798 – auch die Ostschweizer Staaten der Republik an. Uri, Schwyz, Zug und Nidwalden gingen darauf unter dem Kommando des Schwyzer Landeshauptmanns Alois von Reding zum Angriff über und konnten bis ins Freiamt, nach Rapperswil, Luzern und über den Brünigpass vorstossen. Als General Schauenburg zum Gegenangriff ansetzte, war der Widerstand jedoch nach drei Tagen gebrochen. Reding musste trotz militärischer Erfolge bei Rothenthurm am 4. Mai 1798 in eine ehrenvolle Kapitulation einwilligen. Der Widerstand des Wallis wurde ebenfalls durch französische Truppen am 17. Mai gebrochen. Die Konstituierung der helvetischen Kantone Bellinzona und Lugano in den ehemaligen Ennetbirgischen Vogteien im Tessin erfolgte dann im Juli und August.
Die ursprüngliche Einteilung der Kantone der Helvetischen Republik wurde nach dem Widerstand der Innerschweiz noch einmal revidiert. Die Landsgemeindekantone Uri, Schwyz, Zug, Glarus, Appenzell und Unterwalden hätten eigentlich trotz ihrer geringen Bevölkerungszahl als Kantone bestehen bleiben sollen, da man hoffte, sie so eher für die neue Verfassung zu gewinnen. Nach ihrer gewaltsamen Eroberung wurden Uri, Schwyz, Zug und Unterwalden zum Kanton Waldstätte, Glarus mit dem Sarganserland zum Kanton Linth und Appenzell mit St. Gallen zum Kanton Säntis zusammengefasst. Das politische Gewicht der Landkantone wurde so im Senat von 48 auf 12 und im Grossen Rat von 40 auf 15 reduziert.
Ein grosses Problem für die Helvetische Republik stellte von Anfang an die französische Besatzung dar, der sie doch eigentlich ihre Existenz verdankte. Die Finanzierung der Besatzungskosten durch Kriegssteuern strapazierte die finanzielle Leistungsfähigkeit der Schweiz aufs Äusserste: Nicht nur hatte Frankreich das gesamte Staatsvermögen der Republiken Bern, Freiburg, Solothurn, Luzern und Zürich sowie ihre gesamten Zeughausbestände beschlagnahmt (allein aus Bern ca. 6 Millionen Francs in bar und 18 Millionen in Schuldverschreibungen), sondern es waren darüber hinaus auch noch weitere 16 Millionen Francs als förmliche Kriegssteuer zu entrichten, die das Patriziat aufbringen sollte. Mit dem Feldzug in die Schweiz soll – nach französischen Berechnungen – durch den französischen Staat die für damalige Verhältnisse ungeheure Summe von insgesamt 20 Millionen Francs eingenommen worden sein. Dabei sind die Kosten der Einquartierungen, Plünderungen, Unterschlagungen und die Bestechungsgelder nicht eingerechnet. Der grösste Teil der Gelder floss direkt in die Finanzierung des Ägyptenfeldzugs. Wegen der Lasten der Besatzung kam es zwischen dem helvetischen Direktorium und dem französischen Kommissär Jean-Jacques Rapinat zu ständigen Spannungen. Im Juni wurden deshalb auf dessen Druck die Direktoren Bay und Pfyffer abgesetzt und durch die Frankreich ergebenen Laharpe und Ochs ersetzt.

## Mitglieder des Direktoriums
Die Mitglieder des Direktors vom April 1798 bis 7. Januar 1800
- David Ludwig Bay (Republikaner); 18. April – 18. Juni 1798, 3. Januar – 22. Juni 1799; Präsident 6. März – 26. April 1799
- Frédéric-César de la Harpe (Patriot/Unitarier); 29. Juni 1798 – 7. Januar 1800; Präsident 1. August – 31. August 1798, 1. Oktober – 21. November 1798 und 24. Juni – 4. September 1799
- Johann Lukas Legrand (Republikaner); 1798 – 25. Januar 1799; Präsident 22. April – 31. Mai 1798
- Urs Viktor Oberlin (Unitarier); 18. April 1798 – 7. Januar 1800; Präsident 1. Juni – 1. Juli 1798 und 22. November 1798 – 12. Januar 1799
- Peter Ochs, (Patriot/Unitarier); Juni 1798 – 25. Juni 1799; Präsident 1. September – 30. September 1798, 27. April – 23. Juni 1799
- Alphons Pfyffer (Republikaner); 18. April – 18. Juni 1798
- Philippe Abraham Louis Secretan (Unitarier); – 7. Januar 1800
- Johann Rudolf Dolder (Föderalist); 1799 – 7. Januar 1800; Präsident 18. November 1799 – . Januar 1800
- François Pierre Savary (Föderalist); 1799 – 7. Januar 1800; Präsident 5. September – 17. November 1799
- Pierre-Maurice Glayre (Unitarier); 18. April – 9. Mai 1799; Präsident 2. Juli – 31. Juli 1798, 13. Januar – 5. März 1799